# Distichodus noboli
Distichodus noboli är en fiskart som beskrevs av Boulenger, 1899. Distichodus noboli ingår i släktet Distichodus och familjen Distichodontidae. IUCN kategoriserar arten globalt som livskraftig. Inga underarter finns listade i Catalogue of Life.